# HTML5
HTML5 là một ngôn ngữ cấu trúc và trình bày nội dung cho World Wide Web và sẽ là công nghệ cốt lõi của Internet trong tương lai không xa, được đề xuất đầu tiên bởi Opera Software. Đây là phiên bản thứ năm của ngôn ngữ HTML - được tạo ra năm 1990 và chuẩn hóa như HTML4 năm 1997 - và xuất hiện vào tháng 12 năm 2012, là 1 ứng viên được giới thiệu bởi World Wide Web Consortium (W3C). Mục tiêu cốt lõi khi thiết kế ngôn ngữ là cải thiện khả năng hỗ trợ cho đa phương tiện mới nhất trong khi vẫn giữ nó dễ dàng đọc được bởi con người và luôn hiểu được bởi các thiết bị và các chương trình máy tính như trình duyệt web, phân tích cú pháp, v.v... HTML5 vẫn sẽ giữ lại những đặc điểm cơ bản của HTML4 và bổ sung thêm các đặc tả nổi trội của XHTML, DOM cấp 2, đặc biệt là JavaScript.
Là phiên bản tiếp sau của HTML 4.01 và XHTML 1.1, HTML5 phản ánh thực tế rằng HTML và XHTML được sử dụng phổ biến trên World Wide Web là một hỗn hợp các tính năng với các thông số kĩ thuật khác nhau, được giới thiệu bởi nhiều nhà sản xuất phần mềm, cùng với các sản phẩm phần mềm được giới thiệu như trình duyệt web, những người thành lập phổ biến thực tế và có quá nhiều lỗi cú pháp trong các văn bản web. Đây là một nỗ lực để xác định một ngôn ngữ đánh dấu duy nhất có thể được viết bằng cú pháp HTML hoặc XHTML. Nó bao gồm các mô hình xử lý chi tiết để tăng tính tương thích, mở rộng, cải thiện và chuẩn hóa các đánh dấu có sẵn cho tài liệu, đưa ra các đánh đấu mới và giới thiệu giao diện lập trình ứng dụng (application programming interfaces API) để tạo ra các ứng dụng Web phức tạp. Cùng một lý do như vây, HTML5 là một ứng cử viên tiềm năng cho nền tảng ứng dụng di động. Nhiều tính năng của HTML5 được xây dựng với việc xem xét chúng có thể sử dụng được trên các thiết bị di động như điện thoại thông minh và máy tính bảng hay không. Trong tháng 12 năm 2011, công ty nghiên cứu Strategy Analytics dự báo doanh số bán hàng của điện thoại tương thích HTML5 sẽ đứng đầu 1 tỷ vào năm 2013.
Đặc biệt, HTML5 có thêm nhiều tính năng cú pháp mới. Chúng bao gồm các thẻ mới như <video>, <audio> và các thành phần <canvas>, cũng như sự tích hợp của đồ họa vector có khả năng mở rộng (Scalable Vector Graphics) nội dung (thay thế việc sử dụng thẻ chung <object>) và MathML cho các công thức toán học. Những tính năng này được thiết kế để làm cho nó dễ dàng bao quát, xử lý đa phương tiện và nội dung đồ họa trên web mà không cần phải dùng đến quyền sở hữu bổ sung và APIs. Các yếu tố mới khác, chẳng hạn như <section>, <article>, <header> và <nav>, được thiết kế để làm phong phú thêm nội dung ngữ nghĩa của tài liệu. Thuộc tính mới đã được giới thiệu với mục đích tương tự, trong khi một số yếu tố và các thuộc tính đã được loại bỏ. Một số yếu tố, chẳng hạn như <a>, <cite> và <menu> đã được thay đổi, xác định lại hoặc chuẩn hóa. APIs và Document Object Model (DOM) không phải suy nghĩ muộn hơn quá nhiều, nhưng là bộ phận cơ bản của đặc điểm kỹ thuật HTML5. HTML5 cũng xác định cụ thể một số các xử lý cần thiết cho các tài liệu không hợp lệ để các lỗi cú pháp sẽ được xử lý thống nhất của tất cả các trình duyệt phù hợp và các tác nhân người dùng khác.